# 池田佳代 (実業家)
池田 佳代（いけだ かよ、12月1日 - ）は、日本の実業家。株式会社シーアンドシー代表取締役社長。

## 人物・経歴
京都府京都市左京区にて出生。1971年にシーアンドシーを創業し、2011年に創業40周年を迎える。新聞業界の販路を拡げた女性起業家のひとり。社名のシーアンドシーは「Chance and Challenge」より命名された。新聞拡張用販促、企業販促用商品開発、販促イベント、印刷物を含む販売促進のプロデュースを手がける。

## 経歴
12月1日 京都市で生まれる。
- 1971年 シーアンドシーを創業。
- 1984年 シーアンドシーを株式会社化。
- 2004年 特定非営利活動法人フレンドシップを法人化。理事長に就任。
- 2011年 株式会社シーアンドシーとして創業40周年を迎える。